# István, Blois grófja
István Henrik (kb. 1045 – 1102. május 19.) volt 1089 és 1102 között Blois, Chartres, Châteaudun és Sancerre grófja.

## Élete

Blois grófjainak címere

Apja III. Theobald, Blois grófja, anyja Gundrada, aki nem sokkal fia születése után meghalt. 1074-től már részt vett apja birtokainak irányításában, 1089-ben pedig örökölte Blois, Chartres, Châteaudun és Sancerre grófságokat (féltestvére, Odó örökölte a troyes-i és meaux-i grófságokat).
1096 szeptemberében hűbéreseivel részt vett az első keresztes hadjáratban, II. Róbert flamand gróf és Róbert normandiai herceg kíséretében. Részt vett Nikaia városának szeldzsuk törököktől való visszafoglalásában. István lelkes leveleket írt feleségének, Adélnak a hadjárat sikereiről, de 1098. június 2-án otthagyta az Antiókhiát több mint hét hónapja ostromló, éhező és a közeledő török felmentő seregtől rettegő keresztes hadat és visszatért Európába. Egyes források szerint István betegség miatt távozott, mások szerint kilátástalannak látta a küzdelmet és megfutamodott. Döntése egészen szerencsétlennel bizonyult: a keresztesek éppen a következő napon – árulás segítségével – bevették a hatalmas erődítményt.
1100 körül ismét a Szentföldre utazott azokkal, akik az első hadjáratban nem vettek részt vagy valamilyen ok miatt visszafordultak. Konstantinápolyba érve a hadjárat vezetőjének IV. Rajmundot választották és május-július között sikertelenül ostromolták a szeldzsuk törökök megerősített városait. 1101 augusztusában I. Kilidzs Arszlán Mersivan közelében ötnapos csata során szétverte a keresztesek seregét és csak néhányan, köztük István, menekültek meg. Északra, Sinope felé menekültek és hajóval tértek vissza Konstantinápolyba.
Ezt követően Rajmond vezetésével és egy genovai flotta támogatásával elfoglalták Tartúszt, majd 1101 végén Antiókhiába érkeztek és 1102 húsvétjára elérték Jeruzsálemet. Ekkor páran visszatértek Európába, mások - köztük István is - maradtak és támogatták I. Balduin jeruzsálemi királyt, akinek egy déli betörést kellett elhárítania. István a második ramlai csatában esett el 1102. május 19-én.

## Családja
Felesége (Breteuil, 1080) Normandiai Adéla (1066 - 1138. március 8.), Hódító Vilmos normandiai herceg, 1066. után angol király és Flandriai Matilda lánya. Adéla erősen biztatta férjét, hogy vegyen részt az első keresztes hadjáratban és nem rejtette véka alá neheztelését, amikor Antiókhia ostromából visszatért Európába. 1102-1007 között Blois régense volt, 1122-től a clunyi apátsághoz tartozó Marigney-sur-Loire apácája. Házasságukból feltehetően 11 gyermek született:
- Humbert (fiatalon meghalt)[18]
- Vilmos (1090/1093 - 1150)
- Theobald (1090/1095 - 1152)
- Odó (? - 1107 után)
- Matilda (? - 1120)
- Ágnes (?)[18]
- Adéla (?)[18]
- Eleonóra (1096/1097 - 1154)
- István (1096/1097), 1135-től István angol király.
- Alix vagy Alice (?)[18]
- Henrik (1099 - 1171